# 塩田一期
塩田 一期（しおた いちご、1999年〈平成11年〉12月22日 - ）は、日本の俳優。
東京都出身。

## 人物・エピソード
- 趣味は、漫画を読むことでテニスの王子様以外には僕のヒーローアカデミアが好きと答えている。
- 特技は、野球、長距離走。
- 資格は、保育士資格、幼稚園教諭二種免許を所持している。

## 出演

### 舞台
- 『ミュージカル・テニスの王子様4thシーズン』（2021年5月 - ） - 乾貞治 役
  - お披露目会（2021年5月29日、品川プリンスホテル ステラボール）[1]
  - 青学vs不動峰（2021年7月9日 - 8月29日、TOKYO DOME CITY HALL 他）
  - 青学vs聖ルドルフ・山吹（2022年7月5日 - 8月28日、日本青年館ホール 他）
  - 青学vs氷帝（2023年1月7日 - 3月5日、TACHIKAWA STAGE GARDEN 他）[2]
  - 青学vs六角（2023年7月15日 - 9月3日、TACHIKAWA STAGE GARDEN 他）[3]
  - 青学vs立海（2024年1月13日 - 3月2日、TACHIKAWA STAGE GARDEN 他）[4]
  - Dream Live2024 （2024年5月25-26日 神戸ワールド記念ホール、5月31日-6月2日 有明アリーナ）
- ミュージカル『黒執事』〜寄宿学校の秘密 2024〜（2024年9月7日・8日、兵庫県立芸術文化センター KOBELCO 大ホール / 9月21日 - 29日、TOKYO DOME CITY HALL） - ハーマン・グリーンヒル 役[5]
- ミュージカル『刀剣乱舞』 - 南海太郎朝尊 役
  - 〜坂龍飛騰〜（2025年3月23日 - 30日、TOKYO DOME CITY HALL / 4月5日 - 26日、箕面市立文化芸能劇場 大ホール / 5月2日 - 11日、TOKYO DOME CITY HALL）[6]
  - 目出度歌誉花舞 十周年祝賀祭（2025年7月29日・30日、東京ドーム）[7]
- ミュージカル『フラガリアメモリーズ』 - ルタールステラ 役
  - ミュージカル『フラガリアメモリーズ』〜純真の結い目〜（2025年5月23日 - 6月1日、シアターH / 6月6日 - 8日、AiiA 2.5 Theater Kobe）[8]
  - ミュージカル『フラガリアメモリーズ』〜Promise of Love〜（2025年11月21日 - 30日〈予定〉、シアターH / 12月5日 - 7日〈予定〉、AiiA 2.5 Theater Kobe）[9]
- 舞台『忘却バッテリー』（2025年10月10日 - 19日〈予定〉、天王洲 銀河劇場 / 10月25日・26日〈予定〉、COOL JAPAN PARK OSAKA WWホール） - 国都英一郎 役[10]

### CM
- マリオウォッチ（スチール、WEB）

### イベント
- 一期の会（2023年4月22日、TIME SHARING 六本木）ソロイベント
- 一期の会 vol4（2024年4月14日、中野セントラルパーク）